# Bachmakovo
Bachmakovo (en russe : Башмако́во) est une commune urbaine en Russie située dans l'oblast de Penza. C'est le siège administratif du raïon (arrondissement) de Bachmakovo et de l'établissement urbain du même nom. Sa gare ferroviaire est la gare de Bachmakovo sur la ligne Penza-Riajsk.

## Géographie
La commune se trouve à 169 km à l'ouest de la capitale régionale, Penza, et à 541 km de Moscou. Elle est baignée par la rivière Chirka, affluent droit du Poïm.

## Histoire
La bourgade est fondée en avril 1875 autour de la gare sur la ligne de chemin de fer de Morchan et Syzran, entre deux villages, Kolessovka (au nord) et Mikhaïlovka (au sud). Elle doit son nom aux frères Alexandre et Sergueï Bachmakov, coconstructeurs de cette ligne ferroviaire. Sergueï Bachmakov était propriétaire du village de Mikhaïlovka.
Une école primaire est ouverte en 1923 ainsi qu'une bibliothèque, une maison du peuple, une succursale de la poste-télégraphe et une station téléphonique. En 1928, la localité devient le siège du raïon de Bachmakovo dans l'okroug de Penza de l'oblast de la Volga-Moyenne (à partir de 1929, oblast de Penza). 
En 1933, un usine laitière est ouverte (SPTU-24) et en 1939 une centrale électrique de 50 kW est mise en service. Bachmakovo possède une usine avicole d'importance fédérale, un élevateur, une école de formation pour le personnel de l'usine, un hôpital, un cinéma, une école secondaire, une station de 69 tracteurs. La bourgade compte 97 foyers et un kolkhoze du nom de « Douzième Anniversaire de la Révolution d'Octobre », formé à l'automne 1929. Le secteur industriel employait avant la guerre 148 ouvriers.
Bachmakovo obient le statut de commune urbaine en 1959. Les anciens villages de Mikhaïlovka et Kolessovka fusionnent avec Bachmakovo dans les années 1970.

## Population
- 1920 : 1121 habitants
- 1936 : 2865 habitants[2]
- 1959 : 11245 habitants[3]
- 1979 : 8876 habitants
- 1989 : 9935 habitants
- 2009 : 9491 habitants
- 2015 : 10205 habitants
- 2018 : 10035 habitants
- 2021 : 9414 habitants[4]

## Lieux à voir
- Église Saint-Michel-Archange (patrimoine protégé, 1895), construite sur la place centrale de Kolessovka, dépendant de l'éparchie de Serdobsk
- Gare, élévateur et château d'eau au patrimoine protégé
- Il existe à proximité trois sites archéologiques, des kourganes de l'âge de bronze
- Monument aux morts de la Grande Guerre patriotique
- Sépulture de cinq ouvriers soviétiques tués pendant la mise en place de la collectivisation dans le village de Toporikha (aujourd'hui appartenant au raïon de Belinski)